# Fluorid plutonitý
Fluorid plutonitý je chemická sloučenina složená z plutonia a fluoru se vzorcem PuF3. Tato sůl tvoří fialové krystaly. Fluorid plutonitý má strukturu LaF3, kde koordinace kolem atomů plutonia je složitá a obvykle se popisuje jako trigonální prizmatická.

## Reakce
Metoda srážení fluoridu plutonitého byla zkoumána jako alternativa ke konvenční metodě získávání plutonia z roztoku ve formě peroxidu plutonia během přepracovávání jaderného paliva. Studie z Los Alamos National Laboratory z roku 1957 zjistila nižší výtěžnost oproti konvenční metodě, zatímco novější studie sponzorovaná Úřadem pro vědecké a technické informace Spojených států zjistila, že se jedná o velmi účinnou metodu.

## Využití
PuF3 je jedním z možných paliv do reaktorů na bázi roztavených solí. Pu by mohlo sloužit jako iniciátor kritické reakce v reaktorech s thoriovým palivovým cyklem nebo množené palivo v případě uzavřeného U/Pu cyklu.
Fluorid plutonitý lze použít pro výrobu slitiny plutonia a galia, která je lépe zpracovatelná, než kovové plutonium.